# Тимергалиев, Курбан Тимергалиевич
Курбан Тимергалиевич Тимергалиев (19 сентября 1924 — 19 февраля 1982) — командир расчёта станкового пулемета 504-го отдельного пулеметно-артиллерийского батальона, младший сержант — на момент представления к награждению орденом Славы 1-й степени.

## Биография
Родился 19 сентября 1924 года в деревне Кильдибяк Сабинского района Республики Татарстан. Татарин. Окончил 7 классов. Трудился в колхозе в своем селе.
В августе 1942 года был призван в Красную Армию. В боях Великой Отечественной войны с мая 1943 года. К лету 1944 года ефрейтор Тимергалиев — пулеметчик 504-го отдельного пулеметно-артиллерийского батальона.
24 июня 1944 года в бою северо-западнее города Жлобин пулеметчик ефрейтор Тимергалиев под огнём противника вынес с поля боя в безопасное место тяжелораненого командира роты и 10 раненых бойцов с оружием.
Приказом от 27 июля 1944 года ефрейтор Тимергалиев Курбан Тимергалиевич награждён орденом Славы 3-й степени.
14-15 января при овладении населенным пунктом Гурна младший сержант Тимергалиев, уже командир расчета станкового пулемета, точным огнём подавил 2 пулеметные точки противника, чем способствовал успеху продвижения своей роты. Ворвавшись в траншею врага, истребил несколько противников, гранатой разрушил дзот.
Приказом от 10 февраля 1945 года младший сержант Тимергалиев Курбан Тимергалиевич награждён орденом Славы 2-й степени.
22-24 апреля младший сержант Тимергалиев с группой разведчиков в числе первых вплавь преодолел реку Нейсе у населенного пункта Будерозе, ворвался в расположение врага, гранатами и из автомата истребил до 10 пехотинцев.
Указом Президиума Верховного Совета СССР от 15 мая 1946 года за образцовое выполнение заданий командования в боях с немецко-вражескими захватчиками младший сержант Тимергалиев Курбан Тимергалиевич награждён орденом Славы 1-й степени, стал полным кавалером ордена Славы.
В 1947 году демобилизован. Вернулся на родину. Жил в городе Альметьевск. Работал прорабом, мастером на Альметьевском нефтепроводе. Член КПСС с 1965 года. Скончался 19 февраля 1982 года.
Награждён орденами Октябрьской Революции, Славы 3-х степеней, медалями.
Его именем названа средняя школа в селе Кильдибяк.